# Lüneburger SK
El Lüneburger SK fue un equipo de fútbol de Alemania que jugó en la Neidersaschen Liga Ost, una de las ligas que conformaban en sexta nivel del fútbol en el país.

## Historia
Fue fundado el 1 de abril del año 1901 en la ciudad de Lüneburg con el nombre Lüneburger FC, cambiando a su nombre más reciente en el año 1912 y fue el equipo más viejo y exitoso de la región.
En la temporada 1951/52 estuvo en la Oberliga Nord, la cual era una de las liga más importantes de Alemania antes de 1963. En la temporada 1991/92 clasificaron a su primera Copa de Alemania, y en la temporada 2000/01 militaron en la Regionalliga Nord, temporada en la que comenzaron su problemas financieros. En la temporada 2005/06 estuvieron cerca del ascenso a la Oberliga, pero no lo consiguieron por el gol diferencia tras empatar en puntos con el VSK Osterholz-Scharmbeck. En la temporada siguiente volvieron a quedar segundos, solo que esta vez fue superado por el TuS Heeslingen. En su última temporada con Ralf Sievers como entrenador, clasificaron a la Copa de Alemania por segunda ocasión en su historia, pero su lugar fue ocupado por el FC Hansa Lüneburger.

### Fusión
Manfred Harder, el entonces presidente del club y exárbitro alemán, decidió fusionar al Lüneburger SK con el Lüneburger SV para formar al FC Hansa Lüneburger, el cual tomó el lugar del Lüneburger SK en la Oberliga Niedersachsen Ost y en la Copa de Alemania.

## Jugadores destacados
| - Riccardo Baich - Marinus Bester - Elard Ostermann - Patrick Owomoyela | - Jens Scharping - Sebastian Selke - Ralf Sievers - Jan-André Sievers | - Jörg Sievers - Rainer Zobel - Hans-Jürgen Ripp |